# Хикс, Лоуренс Генри
Лоуренс Генри Хикс (англ. Laurence Henry Hicks; 1912—1997) — австралийский композитор, майор авиации, руководитель оркестра Королевских военно-воздушных сил Австралии. Автор музыки гимна Науру (принят в 1968 году).

## Биография
Лоуренс Генри Хикс вступил в британскую армию в 1926 году в возрасте 14 лет и служил в 1-м батальоне шотландского полка Cameronians. Получил музыкальное образование в знаменитой британской Королевской военной школе музыки в Kneller Hall.
C 1938 по 1949 год и был капельмейстером 2-го батальона Black Watch.
Во время Второй мировой войны уорент-офицер первого класса Лоуренс Хикс 20 мая 1943 года назначен капельмейстером в оркестр Королевского канадского артиллерийского корпуса, который был первым военным оркестром сыгравшем марш полковника Боги 11 июня во время концерта на плацдарме высадки морского десанта Сент-Обен-сюр-Ме после начала операции союзных войск в Нормандии 6 июня 1944 года.
С 1949 по 1951 год руководил военным оркестром 1-го батальона Black Watch.
В 1951 году уволился из британской армии и с 1952 по 1968 год руководил оркестром Королевских военно-воздушных сил Австралии в Лавертоне, Виктория.
Вышел на пенсию в 1968 году и организовал женский оркестр.